# Clitoriopsis mollis
Clitoriopsis es un género monotípico de plantas con flores perteneciente a la familia Fabaceae. Su única especie: Clitoriopsis mollis es originaria de África tropical.

## Descripción
Es un arbusto que alcanza un tamaño de 2,5-3 m de altura, con tallos tomentoso a blanco-pubescentes ; semillas desconocidas.

## Ecología
Se encuentra en la sabana húmeda; bordes de bosque de galería perturbado; a una altitud de 960 metros en Sudán y Zaire.

## Taxonomía
Clitoriopsis mollis fue descrita por Rudolf Wilczek y publicado en Bulletin du Jardin Botanique de l'État à Bruxelles 24: 412. 1954.